# Richard Mühlfeld
Richard Bernhard Herrmann Mühlfeld (Bad Salzungen, 28 febbraio 1856 – Meiningen, 1º giugno 1907) è stato un clarinettista tedesco che ispirò Johannes Brahms e Gustav Jenner a scrivere opere da camera che prevedessero il suo strumento. I brani che Brahms scrisse per lui sono il Trio per clarinetto, il Quintetto per clarinetto e le Sonate per clarinetto.

## Biografia
Mühlfeld originariamente entrò nell'Orchestra di Corte di Meiningen (Hofkapelle) come violinista e tre anni dopo passò al clarinetto. A seguito del completamento del Quintetto per archi n. 2 in sol maggiore, op. 111 di Johannes Brahms, il compositore decise di terminare la sua carriera compositiva. Dopo che Brahms ebbe ascoltato Mühlfeld suonare il Concerto per clarinetto n. 1 in fa minore di Weber, il Quintetto per clarinetto di Mozart e alcune opere di Ludwig Spohr, la sua qualità del suono e la sua musicalità ispirarono Brahms a ricominciare a comporre. Brahms in seguito scrisse lettere a una vecchia amica, Clara Schumann, a proposito del livello di abilità che aveva notato nelle esecuzioni di questo clarinettista. Mühlfeld e Brahms diventarono presto amici intimi. Apprezzando la relazione di Mühlfeld con lui, Brahms gli fece omaggio di un set di raffinati cucchiaini da tè d'argento con un monogramma dedicato al musicista.
Sebbene Mühlfeld avesse suonato il Quintetto insieme al Trio in un concerto a Londra, il vero debutto per quei pezzi avvenne alla Corte di Meiningen nel novembre 1891, con il Quartetto Joachim che suonava la parte di archi del Quintetto. Entrambe le Sonate furono tenute per il Circolo Meiningen al Palazzo di Berchtesgaden nell'estate del 1894, con Johannes Brahms che suonava il piano.